# 玫瑰窗

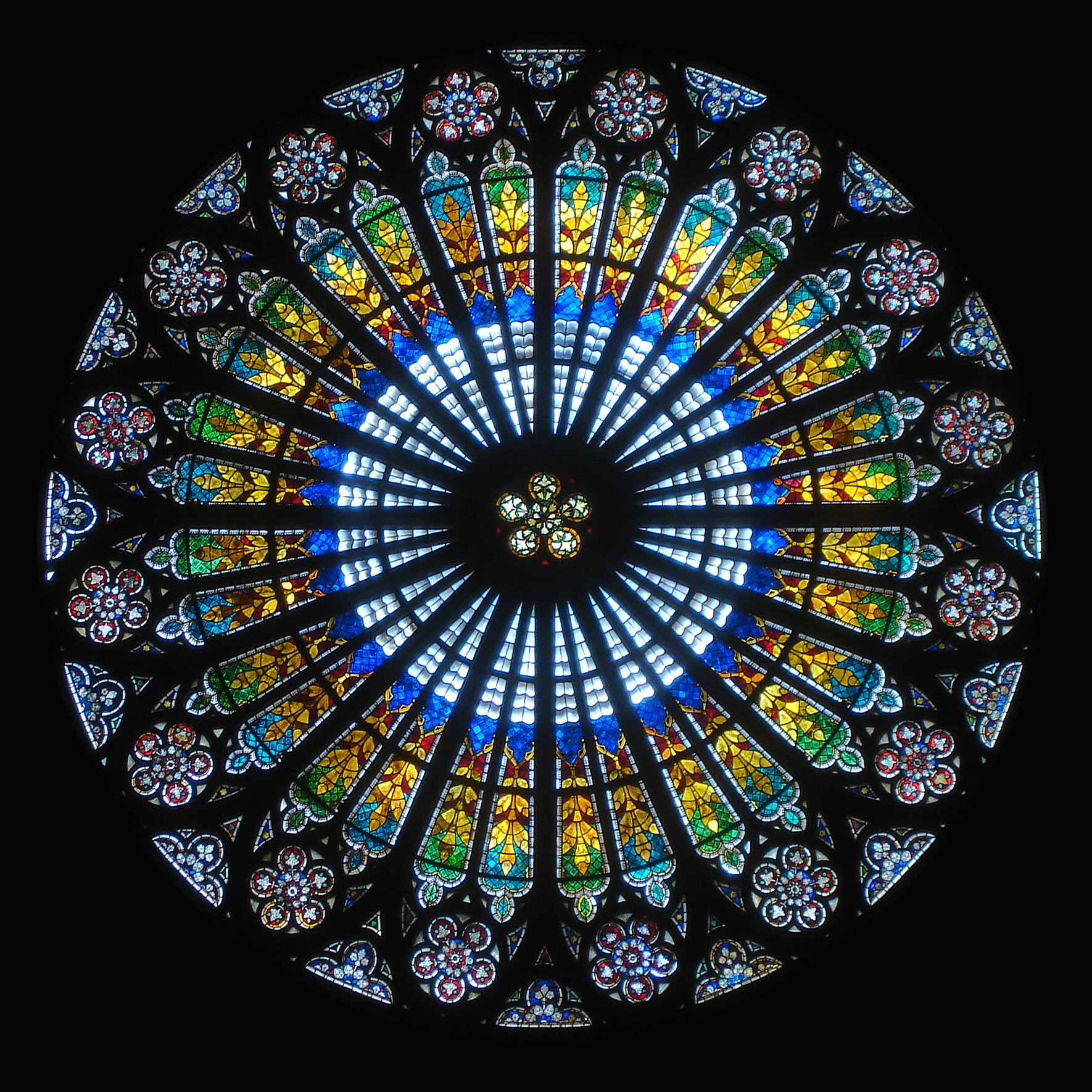
法国斯特拉斯堡大教堂的玫瑰窗

玫瑰窗（英語：Rose window），广义来说是指圆形的窗口，特指哥特式大教堂中的圆形玻璃窗。在17世纪之前并无玫瑰窗的说法。这个名字可能来源于古代法语中的roué（意为辐辏状的车轮），而非英语中的rose。
名词“轮辐窗”常常指的是一个窗户，被从中央的凸起或空心辐射出的一些辐辏分割的形态。而“玫瑰窗”指的是那些经过高度繁复设计的像多瓣的玫瑰花的窗户。一个圆形的没有花窗格的窗，像很多在意大利教堂发现的窗户，被定义为一个建筑的开孔或圆孔。
名稱“輪式窗戶”通常用於由中央輪轂或開口放射出的簡單輻條隔開的窗戶，而“玫瑰窗”一詞是為那些窗戶保留的，有時是高度複雜的設計，可以看出其承受力。與多瓣玫瑰相似。玫瑰窗也被稱為“凱薩琳窗”，聖凱薩琳被判處以尖刺的破碎輪處決。圓形的沒有窗飾的窗戶，如在許多意大利教堂中發現的，被稱為眼窗或眼。
玫瑰窗是哥特式建築的特色，在法國北部所有主要的哥特式大教堂中都可以看到。它們的起源要早得多，在整個中世紀時期，玫瑰窗可能以各種形式出現。在19世紀的哥特復興時期，它們的流行性以及其他中世紀特徵得以恢復，因此在全世界的基督教教堂中都可以看到。

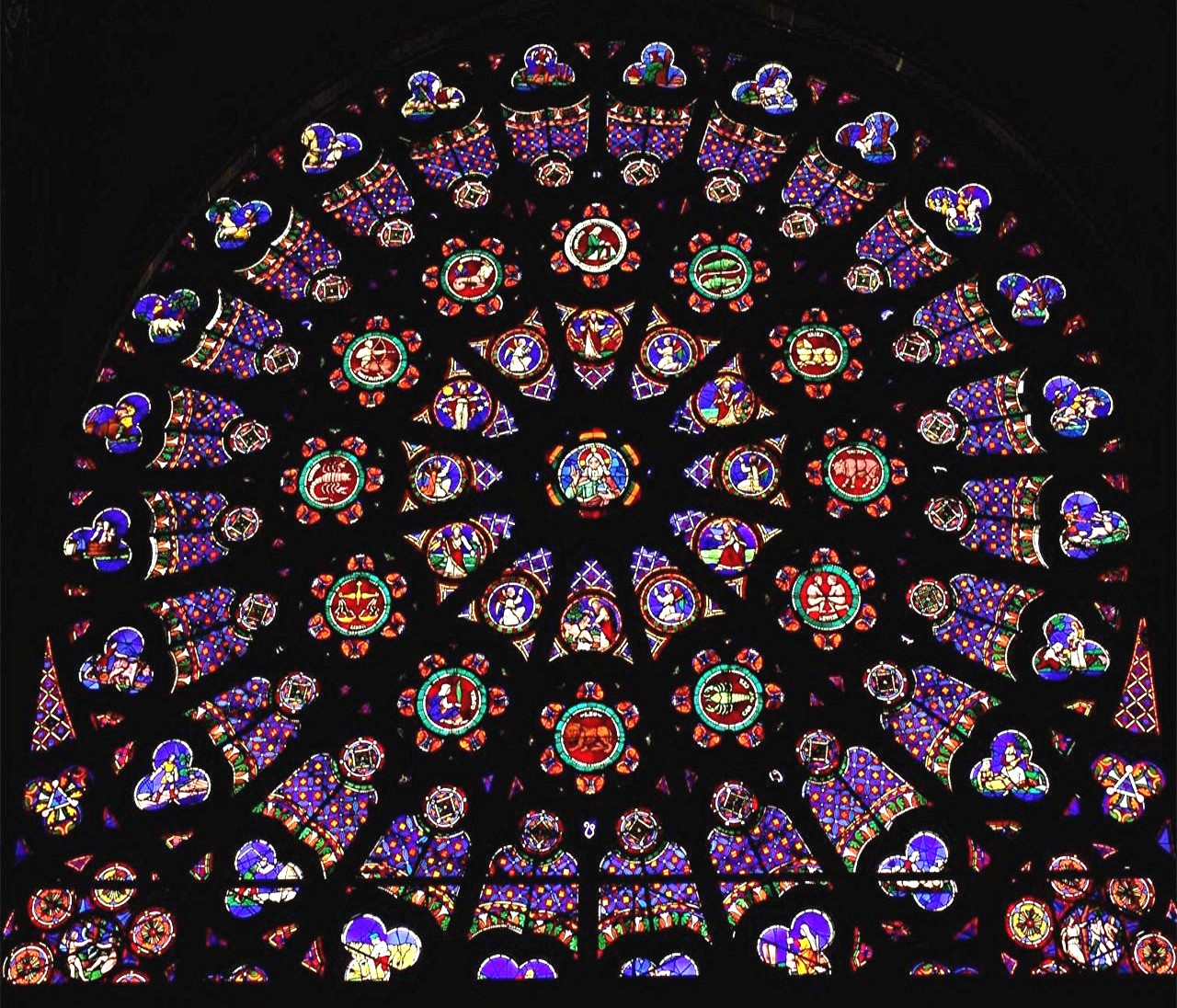
圣丹尼斯教堂绚丽的玫瑰窗

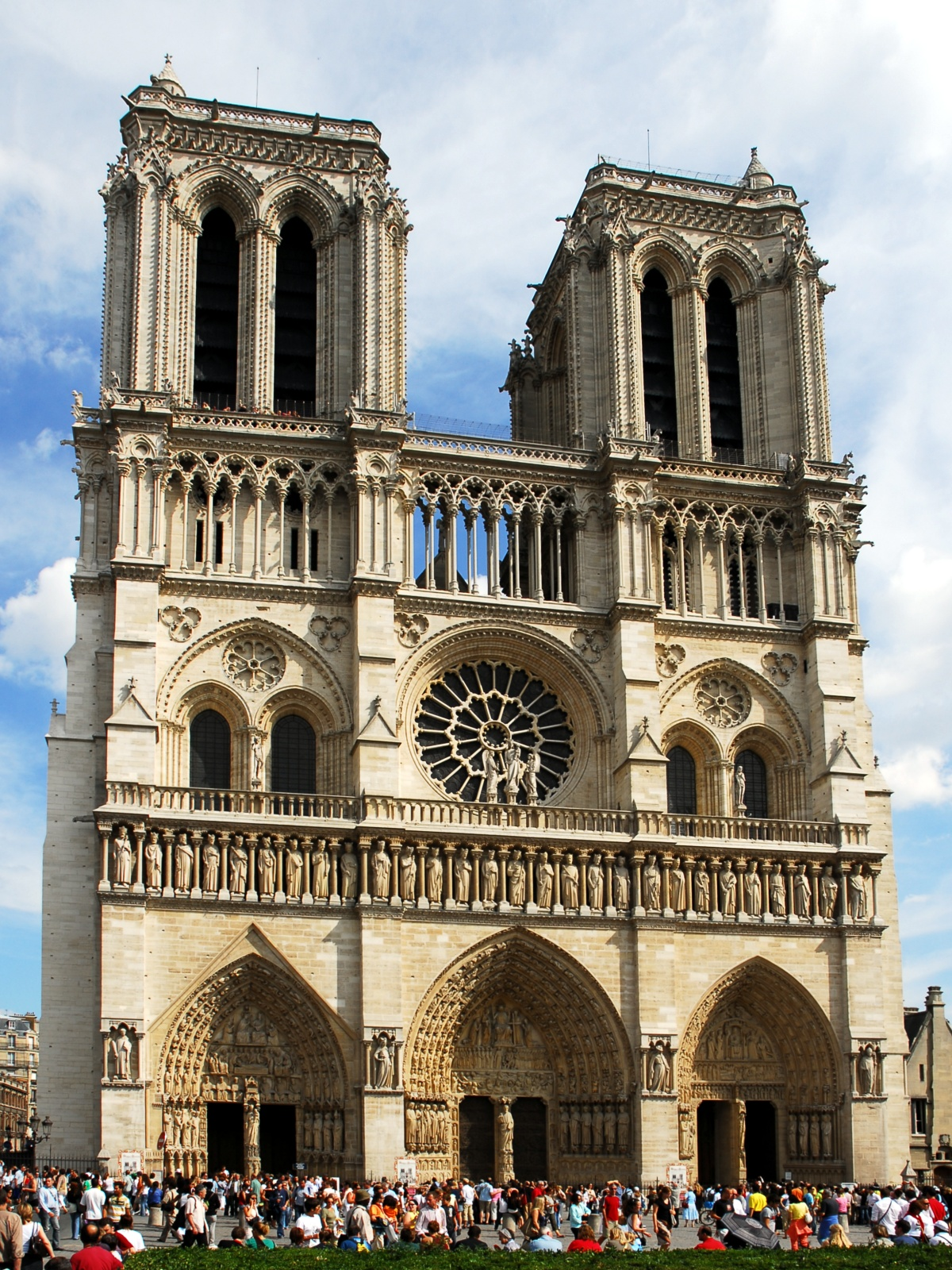
巴黎圣母院的玫瑰窗（外部）